# Estación de Francesc Cubells
Francesc Cubells es una estación de las líneas 6 y 8 de Metrovalencia que se encuentra en el barrio del Grao de Valencia. Fue inaugurada el 27 de septiembre de 2007. Está situada en la calle Francisco Cubells, donde se levantan los dos andenes a ambos lados de las vías del tranvía.
Cabe destacar que cuando fue inaugurada, con el fin de dar servicio a los viajeros que fueran a ver la 32 America's Cup, se nombró como Francisco Cubells pasando a llamarse Francesc Cubells (en valenciano) tras la retirada de los rótulos indicativos de este evento.